# کنه تارعنکبوتی
کنهٔ تارعنکبوتی (به انگلیسی: Spider mite) که با نام‌های کنهٔ عنکبوتی، کنهٔ دونقطه‌ای» و کنهٔ تارتن هم شناخته‌می‌شود، جانورانی از خانواده Tetranychidae هستند که شامل حدود ۱۲۰۰ گونه‌اند.
نشانهٔ ابتدایی آلودگی کنهٔ دونقطه‌ای ایجاد لکه‌های کلروتیک روی برگ گیاه است. روی برگ‌های کلفت ممکن است این لکه‌ها ایجاد نشوند. علت ایجاد این لکه‌ها این است که کنه از سلول‌های سطح زیرین برگ تغذیه می‌کند و آن را از کلروفیل که رنگ سبز را به برگ می‌دهد خالی می‌کند. این سلولها بدون کلروفیل، سفید یا برنزه به نظر می‌رسند. آلودگی شدید باعث می‌شود برگ‌ها کاملاً بی‌رنگ و خشک شوند و در نهایت ریزش کنند. جمعیت بالای کنه باعث بی برگی کامل بوته‌ها می‌شود و گیاه به‌طور کامل از بین می‌رود.
کنه تارهای نازکی درمسیر حرکتش می‌تند. معمولاً سطح زیرین برگ‌ها کاملاً از تار پوشیده می‌شود. وقتی تعداد کنه‌ها زیاد است تارها سراسر بوته‌های گیاه را می‌پوشانند. آلودگی شدید روی گیاه باعث می‌شود برگ‌ها پیچیده و قهوه‌ای شوند و سپس ریزش کنند.

## راه‌های مبارزه
- استفاده از ارقام گیاهی که نسبت به کنه مقاوم هستند.
- کنترل دمای گل‌خانه.
- شستشوی برگ ها به محض مشاهده اولین نشانه‌های وجود کنه.
- وجین کردن برگ‌های آلوده.
- شستشو با آب خالی ۳ بار در هفته و بعد از آن استفاده از یک کنه‌کش.[۳]

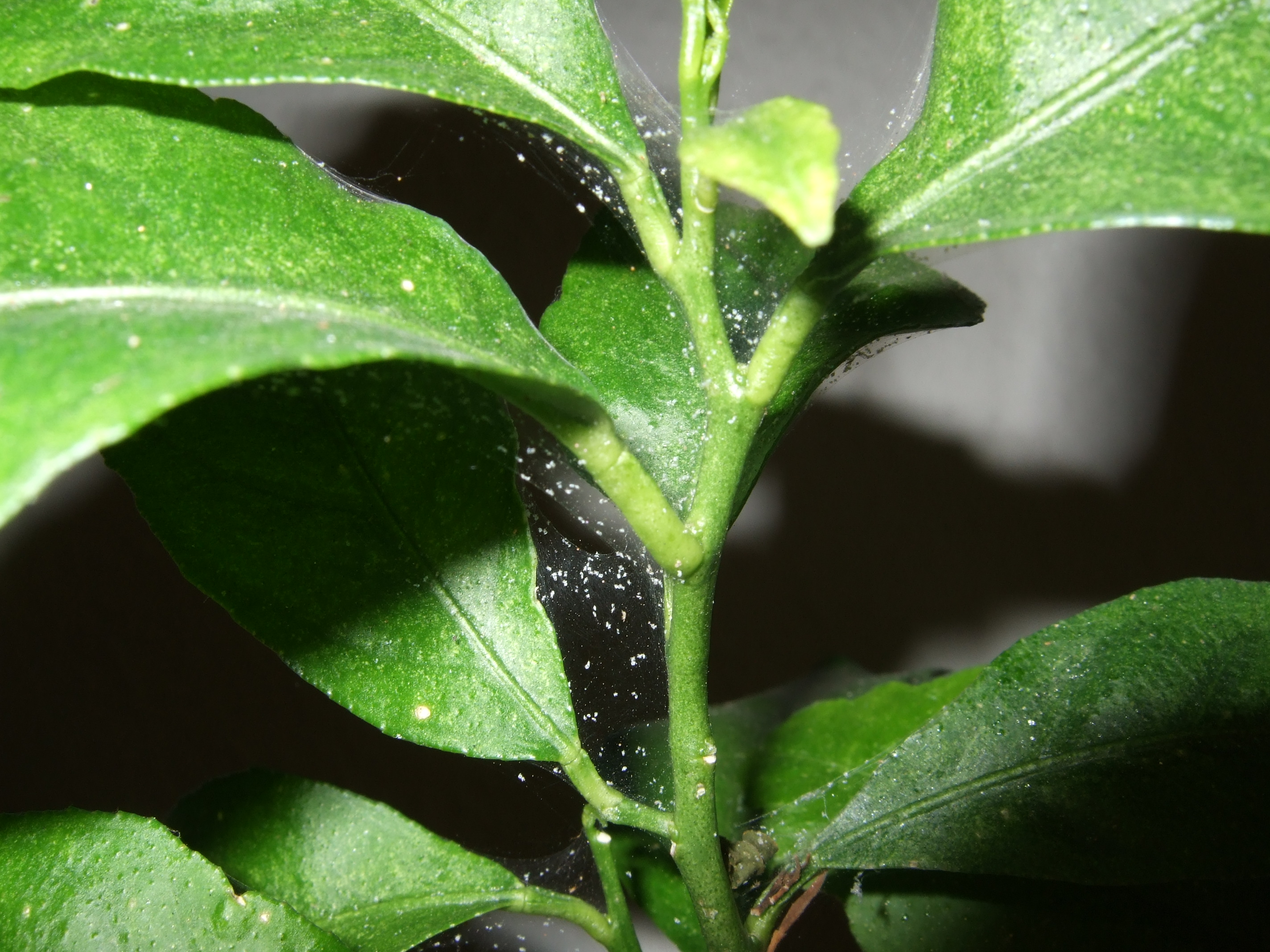
کنه عنکبوتی روی برگ‌های گیاه لیمو

- استفاده از روغن ولک تابستانه.